# ロッド・ディクソン
ロッド・ディクソン（Rodney ("Rod") Phillip Dixon、1950年7月13日 - ）は、ニュージーランドの陸上競技選手。1972年ミュンヘンオリンピックの銅メダリストである。ネルソン出身。

## 経歴
ディクソンは、ジョン・ウォーカーやディック・クァックスと共に1970年代に活躍したニュージーランドの中距離界を代表する選手の一人である。ディクソンは、ウォーカーやクァックスよりも早くオリンピックで成果を残し、1972年のミュンヘンオリンピックの男子1500mで、フィンランドのペッカ・バサラ、ケニアのキプチョゲ・ケイノに次いで銅メダルを手にしている。しかし、ミュンヘン大会後の活躍は、ほかの2人の活躍に押され気味であった。それでも、ディクソンは1500mで3分33秒9（1974年）、1マイルで3分53秒6（1975年）と印象に残る成績を残しており、1975年には、アメリカのトラック・アンド・フィールドニュースはディクソンを男子5000mの世界ランク1位としている。
ディクソンを語る上で忘れてはならないレースが2つある。まず、1974年のコモンウェルスゲームズの1500mである。ハイペースで進んだレースは、タンザニアのフィルバート・バイが3分32秒2、ウォーカーが3分32秒5で共に世界新記録。3位のケニアのベン・ジプチョに次いで、ディクソンは3分33秒9の好タイムながらメダルを逃した。ディクソンはこれほど早いタイムで敗れたことはこれまで1度しかなかった。
もうひとつは、1976年モントリオールオリンピックの5000mである。このレースは、ラスト1周の鐘が鳴ると、フィンランドのラッセ・ビレンらと共にペースを上げていき、第4コーナー出口で4位だったディクソンは、西ドイツのクラウス＝ペーター・ヒルデンブラントを追い抜いてビレン、クァックスに次いで3位に浮上。しかし、追いすがるヒルデンブラントに残り5メートルで追いつかれ、最後はヒルデンブラントがゴールラインにダイビング。ディクソンは4位となり、2大会連続のメダルを逃した。
ディクソンは、現役中は1500mからマラソンまで非常に距離の柔軟性が高く、また、トラックのほかロード、クロスカントリーにも力を発揮した選手であった。1973年、1982年の世界クロスカントリー選手権で3位。1980年代はじめにはアメリカでのロードレースで多数勝利。1983年にはニューヨークシティマラソンで優勝（2時間8分59秒）も果たしている。

## 自己ベスト
- 400m - 49秒5
- 800m - 1分47秒6 (1973年)
- 1500m - 3分33秒89 (1974年)
- 1マイル - 3分53秒62 (1975年)
- 3000m - 7分41秒0 (1974年)
- 3000mSC - 8分29秒0 (1973年)
- 5000m - 13分17秒27 (1976年)
- 10000m - 28分35秒69 (1981年)
- マラソン - 2時間08分59秒(1983年)

## 主な実績
| 年   | 大会                   | 場所                                 | 種目  | 結果 | 記録       |
| ---- | ---------------------- | ------------------------------------ | ----- | ---- | ---------- |
| 1972 | オリンピック           | ミュンヘン(西ドイツ)                 | 1500m | 3位  | 3分37秒5   |
| 1974 | コモンウェルスゲームズ | クライストチャーチ(ニュージーランド) | 1500m | 4位  | 3分33秒9   |
| 1976 | オリンピック           | モントリオール(カナダ)               | 5000m | 4位  | 13分25秒50 |
| 1978 | コモンウェルスゲームズ | エドモントン(カナダ)                 | 1500m | 8位  | 3分41秒34  |
| 1978 | コモンウェルスゲームズ | エドモントン(カナダ)                 | 5000m | 8位  | 13分43秒69 |